# Langhorne Slim

Langhorne Slim est un jeune chanteur antifolk, issu de Brooklyn à New York. Originaire de Pennsylvanie, il est diplômé du Conservatoire de musique de la State University of New York à Purchase.  
Il a acquis une certaine notoriété en tournant avec Trachtenburg Family Slideshow Players et en jouant au Bonnaroo Music Festival. Sa chanson Electric Love Letter était classée cinquième parmi les dix meilleurs morceaux choisis par les journalistes de Rolling Stone en 2005. Il a récemment tourné avec Cake, The Avett Brothers, Jeffrey Lewis, et Lucero.

## Discographie
- Slim Pickens, Indépendant
- Langhorne Slim w/ Charles Butler, Indépendant
- Electric Love Letter, Narnack Records, 2004
- When the Sun's Gone Down, Narnack Records, 2005

Il a également composé le LP Start your own country, bien accueilli par la critique, qui fut l'un des meilleurs LPs selon NME de 2005.